# Unitri Uberlândia
Unitri Uberlândia è una società cestistica avente sede a Uberlândia, nello Stato di Minas Gerais, in Brasile. La squadra, fondata nel 1998 sotto il patrocinio del Centro Universitário do Triângulo (Unitri), gioca nel campionato brasiliano.

## Palmarès
- Campionato brasiliano: 1

2004
- Campionato Mineiro: 10

1998, 1999, 2000, 2001, 2002, 2003, 2004, 2005, 2006, 2010
- Coppe del Brasile: 2

1998, 1999
- Liga Sudamericana: 1

2005